# Кінг-Конг
Кінг-Конг — це чудовисько із фільмів, яке нагадує величезну горилу. Вперше персонаж з'явився в новелізації фільму «Кінг-Конг» 1933 року від RKO Pictures. Прем'єра фільму відбулася трохи більше, ніж через два місяці. Фільм отримав загальне визнання після свого виходу. У тому ж році був створений сиквел оригінального фільму під назвою «Син Конга», в якому був показаний Малий Конг, або Кіко. У 1960-х роках студія Toho зняла фільм «Кінг-Конг проти Ґодзілли» (1962), поставивши відомішого Конга проти власного Ґодзілли. Пізніше студія зняла ще один фільм про Кінг-Конга — «Втеча Кінг-Конга». Цей фільм був оснований на мультсеріалі «Шоу Кінг-Конга» (1966—1969) від Rankin/Bass Productions. 1976 року Діно Де Лаурентіс створив сучасний рімейк оригінального фільму. Продовження, «Кінг-Конг живий» вийшло через десять років. В ньому було показано двох родичів Конга — Леді Конга і Бейбі Конга. Ще один рімейк оригіналу, події якого цього разу відбуваються у 1933 році, вийшов у 2005 році режисером Пітером Джексоном.
Найновіший фільм, «Конг: Острів черепа» (2017), встановлений у 1973 році, та є частиною MonsterVerse. У цей всесвіт також входять фільми «Ґодзілла» 2014 року, «Ґодзілла 2» та «Ґодзілла проти Конга», який вийшов у 2021 році.
Кінг-Конга став одним з найвідоміших світових ікон, надихнувши численні продовження, рімейки, спін-оффи, імітації, пародії, мультфільми, книги, комікси, відеоігри, атракціони тощо. Його роль у різних історіях відрізняється, починаючи від шаленого монстра до трагічного антигероя.

## Історія створення
Меріан Купер захопився горилами, коли йому було шість років. У 1899 році дядько подарував йому книгу Поля дю Шаю «Дослідження та пригоди в екваторіальній Африці». Книга була написана у 1861 — у ній описані пригоди автора в Африці, зустрічі з різними місцевими племенами та дика природа. Куперу особливо припали до душі історії з горилами і, зокрема, одна, в якій дю Шаю розповідав про горилу «неймовірного розміру», яку тубільці називали «невразливим» та «королем африканського лісу». Коли пізніше в книжці дю Шаю описує свою першу зустріч із горилою, то називає її «кошмарною істотою», «напівлюдиною-напівзвіром».

## Опис і здібності
Під час першої своєї появи в фільмі «Кінг-Конг» (1933 р.) Конг був велетенською доісторичною мавпою. Попри горилоподібний вигляд, його міміка більше нагадувала людську, і час-від-часу він ходив з вертикальною поставою. Справді, Карл Денхам описує його як «напівзвір-напівлюдина».
Конг має напівлюдський інтелект та велику фізичну силу. Розмір Конга різко змінюється протягом усього фільму. У той час як творець Меріан К. Купер передбачав, що зріст Конга сягає від приблизно 12 до приблизно 15 метрів (40-50 футів), аніматор Вілліс О'Браян та його команда створили моделі Конга всього 5,5 метрів у висоту на острові Черепа, і 7,3 метрів у висоту в Нью-Йорку.
Це не завадило Куперу, оскільки він керував створенням спецефектів, змінювати розміри Конга, якщо це було потрібно для кращого вигляду у сцені. Маніпулюючи розмірами мініатюр і кутами камери, Купер змушував Конга здаватися у кадрі набагато більшим, ніж хотів О'Браєн. У кількох сценах Кінг-Конг досягав 18,3 метрів (60 футів) у висоту. Пізніше в інтерв'ю Купер заявив: «Я постійно змінював висоту Конга, щоб відповідати настрою фільму та сценам. Він відрізняється майже у кожному кадрі; іноді він лише 18 футів у висоту, а іноді 60 футів і більше. Це порушило кожне правило, з яким коли-небудь працювали О'Браян та його аніматори, але я був впевнений, що якщо сцени будуть наповнені хвилюванням та красою, публіка прийме будь-яку висоту, яка вписується у сцену. Наприклад, якби Конг був висотою лише 18 футів на вершині Емпайр-Стейт-Білдінг, він виглядав би, як маленький клоп; Я постійно змінював висоти дерев і десятки інших речей. Найважливіше — змусити публіку захоплюватися персонажем Конга, щоб вони не помічали і не думали про те, висотою він 18 футів чи 40 футів, адже основне — це хвилюючі сцени та дія.»
Бюст Конга, зроблений для фільму, був побудований 40 футів (12,2 метрів) у висоту, тоді як повна рука Конга була зроблена так, що повна мавпа досягала би 70 футів (21,3 метрів) у висоту. Тим часом рекламні матеріали RKO зазначають офіційну висоту Конга як 50 футів (15,2 м).
У 60-х роках студія Toho з Японії купили ліцензію на персонажа для фільмів «Кінг-Конг проти Ґодзілли» та «Втеча Кінг-Конга». Докладніше про цю версію персонажа див. нижчее.
У 1975 році італійський продюсер Діно Де Лаурентіс заплатив RKO за права на рімейк «Кінг-Конга». Це призвело до створення фільму «Кінг-Конг» (1976). Цей Кінг-Конг є вертикально ходячою антропоморфною мавпою. Він виглядає навіть більш по-людськи, ніж оригінал. Як і оригінал, цей Конг мав напівлюдський інтелект та величезну силу. У фільмі 1976 року модель Конга досягала 42 фути (12,8 метрів) у висоту на острові Черепа, 55 футів (16,8 метрів) у Нью-Йорку. Через десять років Діно Де Лаурентіс отримав дозвіл від Universal зробити продовження під назвою «Кінг-Конг живий». Цей Конг мав більш-менш однаковий вигляд і здібності, але частіше ходив на колінах і був збільшений до 60 футів (18,3 метрів) у висоту.

## Фільмографія
- «Кінг-Конг» (1933)
- «Син Конга» (1933)
- «Кінг-Конг проти Ґодзілли»
- «Шоу Кінг-Конга»
- «Втеча Кінг-Конга»
- «Вперед! Грінмен» (як Горила)
- «Кінг-Конг» (1976)
- «Кінг-Конг живий»
- «Могутній Конг»
- «Конг: Анімаційний серіал»
- «Кінг-Конг» (2005)
- «Конг: Король Атлантиди»
- «Конг: Повернення до джунглів»
- «Конг: Король мавп»
- «Конг: Острів Черепа»
- «Ґодзілла проти Конга»
- «Кінг-Конг: Острів Черепа»